# Bolma girgyllus
Bolma girgyllus is een slakkensoort uit de familie van de Turbinidae. De wetenschappelijke naam van de soort is voor het eerst geldig gepubliceerd in 1861 door Reeve.